# Thomas Woolner

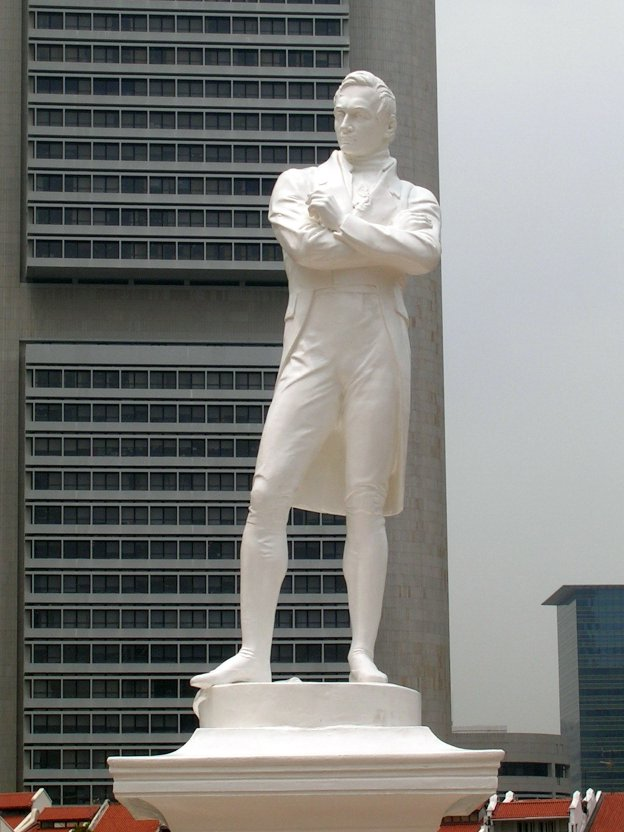
Stamford Raffles i Singapore.

Thomas Woolner, född den 17 december 1825 i Hadleigh i Suffolk, död den 7 oktober 1892 i London, var en brittisk skulptör och poet. 
Woolner var elev till William Behnes och blev 1877 professor vid konstakademien i London. Hans första verk var av poetiskt och ideellt innehåll: Eleanor suger gift ur prins Edvards sår (1843) och gruppen Boadiceas död. Åren 1854-1856 vistades han i Australien, utförde sedan en mängd porträttstoder, realistiskt uppfattade, ofta även kraftfulla i uttryck och hållning och i detaljerna så naturtrogna, att man kallat honom "skulpturens Denner". Till Woolners erkänt bästa arbeten hör en byst av Richard Cobden (i Westminster Abbey), statyer av Macaulay (i Trinity College, Cambridge), prins Albert (i Oxford), Vilhelm III (i parlamentshuset), sir Henry Bartle Frere (i Bombay), lord Lawrence (i Calcutta), med flera. För övrigt utförde han ideala figurer, Mose (i Manchesters Court of Justice), en kolossal bronsstod av kapten Cook (i Sydney), byster med mera. 
Woolner var en av grundarna av Prerafaelitiska brödraskapet 1848. Hans dikter är ofta starkt känslomässiga, till exempel My Beautiful Lady (1863). 
| ” | My Beautiful Lady (vers 1 & 2) I LOVE my Lady; she is very fair; Her brow is wan, and bound by simple hair; Her spirit sits aloof, and high, But glances from her tender eye In sweetness droopingly. As a young forest while the wind drives through, My life is stirr’d when she breaks on my view; Her beauty grants my will no choice But silent awe, till she rejoice My longing with her voice. | „ |